# Gibbicepheus austroamericanus
Gibbicepheus austroamericanus är en kvalsterart som beskrevs av Sandór Mahunka 1984. Gibbicepheus austroamericanus ingår i släktet Gibbicepheus och familjen Carabodidae. Inga underarter finns listade i Catalogue of Life.